# Юрісель Лаборде
Юрісель Лаборде  (ісп. Yurisel Laborde, 18 серпня 1979) — кубинська дзюдоїстка, олімпійська медалістка.

## Виступи на Олімпіадах
| Олімпіада  | Дисципліна                  | Місце |
| ---------- | --------------------------- | ----- |
| Афіни 2004 | дзюдо, напівважка категорія | 3T    |